# Фианаранцуа
Фианаранцу́а (малаг. Fianarantsoa) — город в центральной части Мадагаскара, центр одноимённой провинции. Население — 184 090 чел. (по оценке 2010 года).

## История
Основание Фианаранцуа в 1830 году связано с именем королевы Ранавалуны. По замыслу Ранавалуны, Фианаранцуа должен был стать второй столицей (после Антананариву) и военным форпостом для защиты южной части центрального нагорья. Городская застройка по своему стилю напоминает Антананариву.
С приходом европейских миссионеров Фианаранцуа стал важным центром для распространения католичества в регионе, в отличие от Антананариву, где получили распространение различные направления протестантизма.

## Климат
| Показатель              | Янв. | Фев. | Март | Апр. | Май  | Июнь | Июль | Авг. | Сен. | Окт. | Нояб. | Дек. | Год  |
| ----------------------- | ---- | ---- | ---- | ---- | ---- | ---- | ---- | ---- | ---- | ---- | ----- | ---- | ---- |
| Средний максимум, °C    | 26,2 | 26,1 | 25,3 | 24,5 | 22,6 | 20,4 | 19,7 | 20,4 | 23,0 | 25,0 | 26,1  | 26,3 | 23,8 |
| Средняя температура, °C | 20,8 | 20,8 | 20,0 | 18,9 | 16,7 | 14,5 | 14,0 | 14,4 | 16,2 | 18,3 | 19,7  | 20,4 | 17,8 |
| Средний минимум, °C     | 17,2 | 17,2 | 16,5 | 15,2 | 12,7 | 10,5 | 10,1 | 10,2 | 11,2 | 13,4 | 15,3  | 16,6 | 13,8 |
| Норма осадков, мм       | 227  | 220  | 137  | 46   | 27   | 16   | 24   | 21   | 18   | 61   | 124   | 241  | 1162 |
| Источник: World Climate |      |      |      |      |      |      |      |      |      |      |       |      |      |

## Экономика и образование
Большая часть современного города сложилась в двадцатые годы, с делением на верхний город (Собор Амбозонтани и исторические здания), средний город (офисы и банки) и нижний город (коммерческий центр и железнодорожная станция). В городе есть аэропорт. Автомобильная трасса № 7 соединяет город с Амбуситрой на севере и Амбалавау на юге. Также у Фианаранцуа есть свой университет.
В окрестностях Фианаранцуа выращиваются кофе, томаты, табак, виноград и рис.

## Происшествия
В марте 2009 года во время демонстраций против правительства Марка Равалумананы несколько зданий, принадлежащих президенту (в том числе все офисы компании Tiko) были разграблены и сожжены демонстрантами. Правление Равалумананы закончилось 17 марта 2009 в результате военного переворота. Беспорядки продолжались и после ухода Равалумананы из власти. Но приход к власти Временного правительства во главе с Андри Радзуэлиной не привёл к стабилизации обстановки в стране ввиду обострения противоречий между различными кланами и группировками.